# Francisco Romero (matador)
Pour les articles homonymes, voir Francisco Romero.
Francisco Romero, né vers 1700 à Ronda (Espagne, province de Malaga), mort en 1763 à Ronda, était un matador espagnol.

## Présentation
Francisco Romero fut l’ancêtre d’une dynastie de matadors. Il passe pour l’inventeur de la muleta. Selon la tradition, à la fin d’une course dans les arènes de Ronda, il demanda l’autorisation de tuer lui-même le taureau. Après l’avoir fait charger deux ou trois fois un leurre fait de toile, Francisco Romero estoqua le taureau à l’aide de son épée. Par la suite, il recommença dans d’autres arènes et devint un véritable professionnel. Francisco Romero est donc généralement considéré comme l’inventeur de la corrida moderne.
En fait, selon certains historiens de la tauromachie, cette mise à mort du taureau par estocade et l’utilisation de leurres similaires à la muleta auraient été pratiquées bien avant lui,.
Mais, dans tous les cas, si Francisco Romero n’est pas l’inventeur de la corrida moderne, il est le premier matador à avoir exercé son art de manière habituelle et professionnelle. De plus, ses succès entraînent un changement radical dans l’art de toréer : jusqu’à lui, le personnage principal est encore le picador ; après le picador, l’important, ce sont les jeux ; la mise à mort n’est que la conclusion du spectacle. Après lui, le picador commence à perdre de son aura, les jeux ne sont qu’un « interlude », la mise à mort devient l'objectif du spectacle.
Francisco Romero est le père de Juan Romero ; il est le grand-père de Pedro Romero, José Romero, Antonio Romero et Gaspar Romero, tous matadors.